# TEE Ticino
Le TEE Ticino était un train de la catégorie des Trans-Europ-Express (TEE) qui reliait Zurich à Milan via le tunnel du Gothard, entre 1961 et 1974. Il tenait son nom du Canton du Tessin.

## Historique

### Itinéraire et points d'arrêts
Zürich HB – Lugano – Como S. Giovanni – Milano C ;

### Matériel roulant
Durant toute son exploitation, le TEE Ticino fut assuré par des RAe TEE II, d'abord à cinq éléments, puis à six éléments après leur transformation dès 1966.
À l'origine, une rotation fut mise en place, conjointement avec les TEE Cisalpin et Gottardo :
- 1er jour : 
  -  Gottardo : Zürich HB – Milano C
  -  Cisalpin : Milano C – Paris-Gare de Lyon
- 2e jour :
  -  Cisalpin : Paris-Gare de Lyon – Milano C
- 3e jour :
  -  Ticino : Milano C – Zürich HB
  -  Ticino : Zürich HB – Milano C
  -  Gottardo : Milano C – Zürich HB
- 4e jour : entretien à Zurich.

À la suite de l'accident du TEE Cisalpin le 5 octobre 1962, une des quatre rames fut gravement avariée, et durant la longue remise en état du train (près d'un an et demi), les CFF firent le pari de tenir le service sans effectuer l'entretien initialement prévu un jour sur quatre à Zurich. Et contre toute attente, ce pari fut gagné : pas une seule panne irréparable n'entrava l'exploitation !

### Numérotation
- Du 1er juillet 1961 au 25 mai 1963 : 
  - ZM4 Zurich – Chiasso ; 697 Chiasso – Milan
  - 694 Milan – Chiasso ; MZ1 Chiasso – Zurich
- Du 26 mai 1963 au 27 mai 1967 :
  - 86 Zurich – Chiasso ; 697 Chiasso – Milan
  - 694 Milan – Chiasso ; 83 Chiasso – Zurich
- Du 28 mai 1967 au 22 mai 1971 :
  - 87 Zurich – Milan
  - 88 Milan – Zurich
- Du 23 mai 1971 au 25 mai 1974 :
  - 57 Zurich – Milan
  - 56 Milan – Zurich

### Restauration
- 1er juillet 1961 – 30 mai 1964 : assurée par la Compagnie suisse des wagons-restaurants (SSG)
- 31 mai 1964 – 27 septembre 1969 : assurée par la Compagnie des wagons-lits (CIWL)
- 28 septembre 1969 – 25 mai 1974 : assurée par la Compagnie suisse des wagons-restaurants (SSG)

## L'après-TEE
Dès le 26 mai 1974, le Ticino est déclassé en train direct et est désormais assuré par une rame tractée comprenant des voitures de 1e et 2e classe. Il deviendra EuroCity (EC) dès le 23 mai 1993, puis InterCity (IC) au 29 mai 1995.
Le 1er juin 1997, les ETR 470 Cisalpino s'approprièrent les relations diurnes à travers le Gothard, le nom Ticino disparait pendant 4 ans, jusqu'à sa résurrection le 10 juin 2001 comme InterCity Basel SBB ↔ Milano C. Enfin, le 11 décembre 2005, Cisalpino AG reprend l'exploitation du Ticino qui redevient un EuroCity, jusqu'à que le nom disparaisse définitivement au changement d'horaire de décembre 2008.